# Festival du cinéma américain de Deauville 2000
Le Festival du cinéma américain de Deauville 2000, la 26e édition du festival, s'est déroulé du 1er au 10 septembre 2000.

## Jury

### Jury de la sélection officielle
- Neil Jordan (Président du Jury)
- Guillaume Canet
- Clotilde Courau
- Tchéky Karyo
- Philippe Labro
- Samuel Le Bihan
- François Ozon
- Vincent Pérez
- Danièle Thompson
- Marie Trintignant

## Sélection

### Film d'ouverture
- Hollow Man, l'homme sans ombre de Paul Verhoeven

### Film de clôture
- Escrocs mais pas trop de Woody Allen

### En compétition
- Memento de Christopher Nolan
- Les Initiés de Ben Younger
- Girlfight de Karyn Kusama
- Songcatcher de Marie Greenwald
- Happy Accidents de Brad Anderson
- Panic de Henry Bromell
- Two Family House de Raymond de Felitta
- Chuck & Buck de Miguel Arteta
- Crime + Punishment de Rob Schmidt
- Let It Snow de Kipp Marcus et Adam Marcus

### Premières - Hors compétition
- Apparences – Robert Zemeckis
- Amour, Piments et Bossa nova – Fina Torres
- Aniki, mon frère – Takeshi Kitano
- Au nom d'Anna – Edward Norton
- Danse ta vie – Nicholas Hytner
- L'Enfer du devoir – William Friedkin
- Escrocs mais pas trop – Woody Allen
- High Fidelity – Stephen Frears
- Hollow Man : L'Homme sans ombre – Paul Verhoeven
- Liberty Heights – Barry Levinson
- Scary Movie – Keenen Ivory Wayans
- Shaft – John Singleton
- Space Cowboys – Clint Eastwood
- Suspicion – Stephen Hopkins
- Tigre et Dragon – Ang Lee
- Titus – Julie Taymor
- U-571 – Jonathan Mostow

### Hommages
- Susan Sarandon
- Clint Eastwood
- Samuel L. Jackson
- Chow Yun-fat
- Dino De Laurentiis

## Palmarès
| Prix                               | Lauréat                                                    |
| ---------------------------------- | ---------------------------------------------------------- |
| Grand prix                         | Girlfight de Karyn Kusama                                  |
| Prix du jury ex aequo              | Memento de Christopher Nolan et Les Initiés de Ben Younger |
| Prix de la critique internationale | Memento de Christopher Nolan                               |
| Prix du public                     | Songcatcher de Marie Greenwald                             |
| Prix Michel-d'Ornano               | Le Secret de Virginie Wagon                                |